# Тонара
Тонара (итал. Tonara) — коммуна в Италии, расположена в области Сардиния, подчиняется административному центру Нуоро.
Население коммуны, на 01.01.2024 года, составляет 1792 человека, плотность населения ─ 34,20 чел./км². Коммуна занимает площадь 52,40 км². Почтовый индекс — 08039. Телефонный код — 0784.
Покровителем коммуны почитается святой архангел Гавриил, празднование с 3 по 6 августа.

## Климат
Согласно климатической классификации итальянских муниципалитетов, Тонара входит в климатическую зону E, количество градусо-дней составляет 2259.